# Andrew Roachford
Andrew Roachford (Londen, 22 januari 1965) is een Britse singer-songwriter en de belangrijkste kracht achter de band Roachford, die in 1989 hun eerste succes scoorde met de hits Cuddly Toy en Family Man. Hij heeft ook een succesvolle solocarrière achter de rug.
Hij werd benoemd tot Lid in de Orde van het Britse Rijk (MBE) in de 2019 Birthday Honours voor diensten aan muziek.

## Carrière
Andrew Roachford werd geboren in Londen, Engeland. Reeds als jongeling begon hij piano te spelen. Naar eigen zeggen begon zijn carrière in 1979. Hij werd toentertijd begeleid door zijn oom Bill Roachford, een bekend jazzsaxofonist. De gelijknamige band werd opgericht in 1987 met de bezetting Andrew Roachford (zang, keyboards, percussie), Chris Taylor (drums), Hawi Gondwe (gitaar) en Derrick Taylor (basgitaar). In 1988 was de band aan het toeren met ondersteunende acts als Terence Trent D'Arby en The Christians. Kort daarna werd een platencontract van zeven albums met Columbia Records getekend. Ze hadden een reeks successen gedurende de jaren 1990 en werden de bestverkopende Britse act van Columbia Records gedurende tien jaar.
Roachford bracht zijn eerste soloalbum Heart of the Matter uit in 2003. Zijn volgende album Word of Mouth werd in juni 2005 uitgebracht onder de bandnaam Roachford. In 2010 sloot Roachford zich aan bij Mike & The Mechanics, samen met Tim Howar. Het jaar daarop werd het album The Road uitgebracht, dat werd geproduceerd door het label Peppermint Jam van Mousse T., met Roachford en Howar als leadzangers, evenals het album Let Me Fly uit 2017. Het album Addictive verscheen in Duitsland in september 2011.
Roachford werkte samen met Beverley Knight aan het gezamenlijke album Twice In a Lifetime, dat in september 2020 werd uitgebracht. Het bereikte nummer 31 in de Britse albumhitlijst. Dit was het eerste Roachford-album dat in de Top 40 kwam na een afwezigheid van 23 jaar, voor het laatst in 1997 met Feel.

## Discografie

### Singles
- 1988:	Cuddly Toy
- 1988: Find Me Another Love
- 1989:	Family Man
- 1989: Kathleen
- 1991:	Get Ready!
- 1991: Stone City
- 1991: Innocent Eyes
- 1991: Higher
- 1994:	Only to Be with You
- 1994: Lay Your Love on Me
- 1994: This Generation
- 1994: Cry For Me
- 1995:	I Know You Don't Love Me
- 1997:	The Way I Feel
- 1998:	How Could I? (Insecurity)
- 1998: Naked (Without You)
- 1999: Walk Away (mit The PF Project)
- 2000:	From Now On
- 2001:	Run Baby Run (met Bustafunk)
- 2003: The Pressure
- 2004:	Pop Muzak (met Mousse T.)
- 2005: River of Love
- 2005: Tomorrow
- 2007: Ride The Storm (mit M.Y.N.C. Project)
- 2010: Survive (mit Laurent Wolf)
- 2011: Wishing You Knew
- 2011: Complicated

### Studioalbums
- 1988:	Roachford
- 1991:	Get Ready!
- 1994:	Permanent Shade of Blue
- 1997:	Feel
- 2000:	The Roachford Files
- 2003: Heart of the Matter
- 2005:	Word of Mouth
- 2005: The Very Best of Roachford
- 2008: Roachford Raw
- 2011: Addictive
- 2011: Live from Schlachthof 1991
- 2011: Live at Rockpalast
- 2011: Where I Stand (EP)
- 2013: The Beautiful Moment
- 2016: Encore

### Met Mike & the Mechanics
- 2011: Reach Out (Touch the Sun)
- 2011: Try to Save Me
- 2011: The Road
- 2017: Let Me Fly

- Bibliothèque nationale de France: cb13936013j (data)
- Gemeinsame Normdatei: 134613937
- International Standard Name Identifier: 0000 0000 5514 1610
- Library of Congress Control Number: no98019784
- MusicBrainz: e3617d8c-2a02-4947-8ebe-47fc8ff40c85
- Nationale Bibliotheek van Tsjechië: xx0153122
- Nederlandse Thesaurus van Auteursnamen: 074305727
- Virtual International Authority File: 41452397
- WorldCat: E39PBJhxmcDXxh4MvJxtJ9MF8C